# وانغ تشاو
وانغ تشاو (بالصينية: 王超) هو لاعب كرة قدم صيني، ولد في 15 سبتمبر 1975 في تشينغداو في الصين. لعب مع شاندونغ لونينغ.